# José de la Torre Ugarte
José de la Torre Ugarte y Alarcón Manrique (* 19. März 1786 in Ica; † 1. September 1831 in Trujillo) war ein peruanischer Lyriker und Jurist.

## Leben
Ugarte trat als Alumnus in die Universidad de San Marcos ein, wo er von 1809 bis 1812 den Lehrstuhl für Kunst innehatte. Obwohl er auf Grund verschiedener Umstände ein Jurastudium nicht abschließen konnte, übte er in Chancay die Funktion eines Richters aus. Er schloss sich 1821 der Unabhängigkeitsarmee José de San Martíns an. Er wurde Offizier im Kriegsministerium und war während des Protektorats San Martíns dessen stellvertretender Sekretär. Als Sekretär des Senats in Trujillo unter der Regierung José de la Riva Agüeros geriet er in Machtauseinandersetzungen und wurde zum Tode verurteilt. Der Oberst Antonio Gutiérrez de la Fuente, der mit der Vollstreckung des Urteils beauftragt war, verschonte ihn jedoch.
Nach dieser Erfahrung beschloss Ugarte, sich auf seine berufliche Laufbahn zu beschränken. Er legte 1825 seine Anwaltsprüfung ab und wurde 1827 zum auditor de guerra berufen. 1830 wurde er Mitglied des Obersten Gerichtshofes in La Libertad. Ein Mandat als Abgeordneter, das er 1831 gewann, konnte er nicht mehr wahrnehmen. Ugarte ist Autor der peruanischen Nationalhymne Somos libres, seámoslo siempre, die von José Bernardo Alcedo vertont wurde. Bekannt wurde auch sein patriotisches Lied Chicha, das ebenfalls Alcedo komponierte.